# Good Buddies
Good Buddies – album nagrany przez amerykańskiego gitarzystę jazzowego Billa Frisella, instrumentalistę klawiszowca Michela Herra, basistę Kermita Driscolla oraz perkusistę Vintona Johnsona. Nagrania zrealizował Jack Mauer jesienią 1978 roku w Studio Shiva w Brukseli, mastering natomiast wykonywał P.Cogneaux.

## Lista utworów
Źródło.
Strona pierwsza
1. Acapulco Bells - 6.50 (Michel Herr)
2. Frog Legs Vampin´in the Moonlight
3. I think I know what you mean - 7.53 (Kermit Driscoll)

Strona druga
1. Sans Blues Thank You - 7.54 (Bill Frisell)
2. What do you mean, What do you mean? - 4.49 (Bill Frisell)
3. Good Buddies - 6.19 (Bill Frisell)